# Bol'šaja Oju
Il Bol'šaja Oju (in russo Большая Ою?) o Bol'šoj Oju (Большо́й О́ю) è un fiume della Russia europea settentrionale che scorre nel Circondario autonomo dei Nenec e sfocia nello stretto di Jugor (Mare di Kara).
Il fiume ha origine sulle pendici nord-occidentali del massiccio Paj-Choj. Scorre in direzione nord-occidentale nella tundra sulla penisola di Jugor ed è il maggior corso d'acqua della penisola. Sfocia nella parte centrale dello stretto di Jugor. Ha una lunghezza di 175 km; l'area del suo bacino è di 3 070 km².